# 黃施鍔
黃施鍔（1673年—1749年），字虞封，號悔齋，江蘇吳縣（今屬蘇州市）人。清朝官员。

## 生平
黃施鍔為雍正元年（1723年）癸卯恩科三甲進士。任河南登封縣知縣，升淮安府教授。任內曾修淮安府學明倫堂。乾隆十四年（1749年）卒。